# Philemon Wehbe
Philemon Wehbe (En árabe: فيلمون وهبي o Filemon Wehbe, 1918, Kfarshima – 5 de noviembre de 1985, Beirut, Líbano). Philemon Bin Said Wehbe, fue un destacado, músico, actor, comediante, cantante y compositor Libanés que a mediados del siglo XX creó varias obras musicales del folclore del Líbano para todos los cantantes del momento, como: Sabah Fighali, Fairuz, Nasri Shamseddin, Melhem Barakat, Samira Tawfiq entre muchos más. Se lo recuerda por su sociedad artística con los hermanos Rahbani, Assi Rahbani y Mansour Rahbani con quienes crearía muchas de las operetas de la cantante Fairuz.

## Biografía
Philemon Bin Said Wehbe, nació en el año 1918 en la localidad de Kfarshima, Líbano. Hijo de una familia tradicional de su aldea. Durante su niñez, cursó sus estudios en la "Escuela Internacional de Choueifat", donde solía concurrir con su oud para tocar en sus tiempos libres. En su juventud, Philemon, ya demostraba su talento musical, así que prefirió abandonar sus estudios y realizar algunos trabajos ayudando a su familia para poder enfocarse en su pasión por la música. 
Su carrera comenzó en Palestina, trabajando en la radio Al-Quds de Jerusalén en el año (1946). Luego es contratado por la emisora radial "Al-Sahrq Al'adnaa" (árabe:  إذاعة الشرق الأدنى) en donde conoce e inicia su amistad con los artistas y colegas: Halim El Roumi, Nicola Al-Mani, Sami Al-Sidawi, Zaki Nassif, los hermanos, Assi Rahbani y Mansour Rahbani. La emisora "Al-Sahrq Al'adnaa" bajo la dirección de Sabri Al Sharif en el año (1950) pasaría a ser la radio oficial del Líbano.

### Trabajo como compositor
Philemon Wahbe, fue un músico y compositor autodidacta que se nutrió principalmente de las tradiciones folclóricas Libanesas. Sus obras musicales reflejan la vida en las montañas y las aldeas del Líbano, aportándole su cuota de humor a las actividades diarias en ellas. 
Canciones populares, Versos,'"Mawal", "Zajal", y "Dabke" son las formas mas comunes en donde podemos apreciar la obra de Philemon Wahbe. Muchas de ellas interpretadas por los mas afamados cantantes libaneses, como es el caso de: Sabah Fighali, Wadih Al Safi, Nasri Shamseddin, Najah Salam, Samira Tawfiq, Issam Rajji y Melhem Barakat. También, Philemon, durante un corto tiempo vivió en Egipto donde compuso obras para las cantantes: Warda Al-Jazairia Warda (cantante), Sharifa Fadel y Fayza Ahmed.
Capítulo aparte para sus obras teatrales junto con los "hermanos Rahbani" y la cantante Fairuz. Su participación en ellas es considerada la columna vertebral del teatro musical libanes.

### Final de carrera y legado
Philemon Wahbe, fue el primer compositor en llevar la música tradicional libanesa a todo el mundo árabe, llegando inclusive al exclusivo mercado Egipcio, que en la década del 50', del siglo XX, era de difícil acceso para los artistas no locales. Así lo hizo, a través de canciones como: "Dakhl Ayounik Hakina", "Aal Asfooriya" con Sabah Fighali, "Shab Asmar Janini", "Barhoum Hakini" con Najah Salam, "Bitrouhlak Mishwar" con el cantante Wadih Al Safi. Sus obras también se extendieron en Kuwait y el Golfo Arábigo a través de las canciones de "Gharid Al-Shati", del cantante Muhammad Al-Baqer, entre muchas más.
Philemon Wehbe, estuvo casado con Georgette Khoury, con la que tuvo cuatro hijos, Imad, Saeed, Al-Hann y Rabie. El 5 de noviembre de 1985, Philemon Wehbe falleció a los 67 años víctima de una dura enfermedad terminal, dejando en la memoria de los libaneses, y del mundo entero, las más bellas canciones que hoy son parte del acervo cultural del Líbano hasta estos días.

## Obra musical
A continuación se detallan algunas de las obras de Philemon Wehbe
- "Ya amy dulabini alhuaa"           (árabe:يا امي دولبني الهوى )
- "Eabdu eubayd"          (árabe:عبدو عبيد)
- "Ana khawfi min eatim allayl"           (árabe:أنا خوفي من عتم الليل )
- "Ealibisatat"          (árabe:عالبساطة )
- "Ealtaahunat"           (árabe:  عالطاحونة )
- "Ya dart dawri"          (árabe: يا دارة دوري )
- "Ya mirsal almarasil"           (árabe:يا مرسال المراسيل  )
- "Fayiq yahuana"          (árabe: فايق ياهوى )
- "Karam alealalii"           (árabe: كرم العلالي )
- "Min eizi alnawm"          (árabe:من عز النوم )
- "Tayri yatiarat"          (árabe:طيري ياطيارة )
- "Ealaa jisr allawaziat"          (árabe:على جسر اللوزية )
- "Albiwab"           (árabe: البواب )
- "Waraqu al'asfar"          (árabe: ورقو الأصفر )
- "Lamaa ealibab"          (árabe لما عالباب)
- "Yarit minan"          (árabe:ياريت منن )
- "Zahrat aljanub" ("asawarat aleurusa")         (árabe:( زهرة الجنوب (أسوارة العروس))
- "Taleali albukaa"          (árabe: طلعلي البكى )
- "Bilayl washatana"          (árabe: بليل وشتى )
- "Ya raei"          (árabe: يا راعي )
- "Suu rabyana"          (árabe: سوا ربينا )
- "Jayibali salam"           (árabe: جايبلي سلام )

### Obras musicales con los "Hermanos Rahbani" y Fairuz
Obras las cuales Philemon Wehbe compuso su música:
- "Ealeali aldaar"          (árabe:عالعالي الدار )
  - (Letra:Hermanos Rahbani, Voz: Nasri Shamseddin)
- "Ya marsal almarasil"          (árabe:يا مرسال المراسيل)
  - (Letra:Hermanos Rahbani, voz: Fairuz)
- '"Tyry ya tayarat"          (árabe:طيري يا طيارة)
  - (Letra:Hermanos Rahbani, voz: Fairuz)
- "Jaybaly salam"          (árabe:جايبلي سلام)
  - (Letra:Hermanos Rahbani, voz: Fairuz)
- "Fayaq ya hawaa"          (árabe:فايق يا هوى)
  - (Letra:Hermanos Rahbani, voz: Fairuz)
- "Syf ya sayf"          (árabe:صيّف يا صيف)
  - (Letra:Hermanos Rahbani, voz: Fairuz)
- "Lylyt btrje ya layl"          (árabe:ليلية بترجع يا ليل)
  - (Letra:Hermanos Rahbani, voz: Fairuz)
- "Ya dart dawri"          (árabe:يا دارة دوري)
  - (Letra:Hermanos Rahbani, voz: Fairuz)
- "Min eizi alnuwm"          (árabe:من عز النوم)
  - (Letra:Hermanos Rahbani, voz: Fairuz)
- "Yaryt minn "          (árabe:ياريت منن)
  - (Letra:Joseph Harb, voz: Fairuz)
- "Asamina"          (árabe:أسامينا)
  - (Letra:Joseph Harb, voz: Fairuz)
- "Taleali albakiu"          (árabe:طلعلي البكي)
  - (Letra:Joseph Harb, Voz: Fairuz)

## Premios y distinciones
Philemon Wehbe recibió varios premios y distinciones, entre ellos se destacan:
- "La Medalla de cedro"
- "La Orden del mérito del Líbano"
- "Medalla del Ejercito Libanes"
- "Premio Said Aqel"